# Брезовица (Маријанци)
Брезовица је насељено место у општини Маријанци, у славонској Подравини, Република Хрватска.

## Историја
До нове територијалне организације у Хрватској насеље се налазило у саставу бивше општине Доњи Михољац.

## Становништво
По попису из 2011. године насеље је имало 53 становника.
| Националност       | 1991.       | 1981.       | 1971.        | 1961.        |
| Срби               | 75 (71,42%) | 91 (63,19%) | 131 (74,85%) | 163 (81,09%) |
| Хрвати             | 30 (28,57%) | 38 (26,38%) | 38 (21,71%)  | 36 (17,91%)  |
| Југословени        | 0           | 2 (1,38%)   | 4 (2,28%)    | 0            |
| остали и непознато | 0           | 13 (9,02%)  | 2 (1,14%)    | 2 (0,99%)    |
| Укупно             | 105         | 144         | 175          | 201          |

- напомене:

Исказује се као насеље од 1880.